# Anson Henry
Anson Henry (né le 9 mars 1979 à Toronto) est un athlète canadien, spécialiste du sprint. Il mesure 1,88 m pour 79 kg.
Il participe à l'épreuve du 100 m et du 4 × 100 m lors des Championnats du monde d'athlétisme 2007.
Le 15 août 2008, il finit 7e de son quart de finale du 100 m des Jeux olympiques 2008 à Pékin en 10 s 33 derrière notamment Usain Bolt, Darvis Patton, et Francis Obikwelu.

## Palmarès

### Championnats du monde d'athlétisme
- Championnats du monde d'athlétisme de 2003 à Paris ( France) 
  - éliminé en série sur 100 m
- Championnats du monde d'athlétisme de 2007 à Osaka ( Japon) 
  - éliminé en demi-finale sur 100 m

### Jeux du Commonwealth
- Jeux du Commonwealth de 2006 à Melbourne ( Australie)
  - 7e sur 100 m
  -  Médaille de bronze en relais 4 × 100 m

### Jeux panaméricains
- Jeux Panaméricains de 2003 à Saint-Domingue ( République dominicaine)
  -  Médaille de bronze sur 100 m
- Jeux Panaméricains de 2007 à Rio de Janeiro ( Brésil)
  - 8e sur 100 m
  -  Médaille d'argent en relais 4 × 100 m

## Meilleures performances
- 60 m en salle : 6.59 	1 Samara	4 fév 2006
- 100 m : 10.12 	 1.7 	5 Super GP Doha 12 mai 2006
- 200 m : 20.52 	 -0.7 	1 Pullman WA	19 mai 2002